# Saison 4 de Mask Singer
La quatrième saison de Mask Singer, émission de télévision française présentant une compétition de chant de type télé-crochet, est diffusée sur TF1 du 23 août 2022 au 11 octobre 2022.
Animée par Camille Combal et produite par la société de production Hervé Hubert Productions, cette quatrième saison est remportée par le chanteur Amaury Vassili.

## Nouveautés
Trois autres célébrités sont invitées et, après avoir fait une prestation sous un costume, sont conviées à rejoindre le jury d'enquêteurs le temps d'un épisode.
Les costumes et les mises en scènes dévoilent des indices sur les participants.
Comme lors de la saison précédente, la compétition de l'oreille d'or subsidiaire a lieu entre les 4 enquêteurs titulaires : celui qui aura deviné le plus de célébrités au terme de la saison remportera le trophée de l'oreille d'or. Cependant l'animateur de l'émission Camille Combal ne fait plus partie de cette compétition.
Cette saison, deux vedettes internationales sont présentes et, comme dans la saison précédente, se produiront une fois chacune durant la saison, avant d'être démasquées.
Le personnage du corbeau qui donne des indices sur les participants sera remplacé par un espion, incarné par une célébrité dont il faudra aussi deviner l’identité .
Un 13e candidat (ours) va faire sa prestation durant deux ballottages avec les autres participants, puis deux votes décideront s’il participe à la suite de la compétition où s’il doit se démasquer.

## Participants

### Présentateur
Cette édition, comme les trois précédentes, est présentée par Camille Combal,.

### Enquêteurs
Le jury d'enquêteurs de cette quatrième saison est changé : 
- Kev Adams, humoriste, acteur ;
- Vitaa, chanteuse, comédienne ;
- Chantal Ladesou, humoriste, actrice[4] ;
- Jeff Panacloc, humoriste, ventriloque ;

Trois enquêteurs surprise se sont joints aux autres enquêteurs après avoir fait une prestation, masqués eux aussi, le temps d’une soirée.
- Tom Villa sous le masque de l’espion, humoriste, animateur de radio, acteur (4e épisode)[5] ;
- Francis Huster, acteur et metteur en scène, qui était sous le masque du pharaon et qui s’est fait démasquer lors du 4e épisode revient sous le masque du viking, dans le 5e épisode.
- Inès Reg sous le masque de la tigresse (7e épisode)

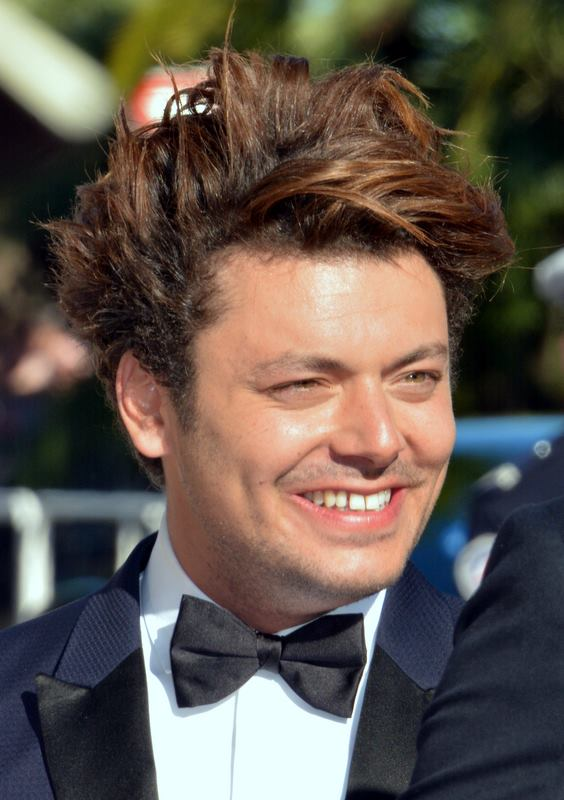
Kev Adams
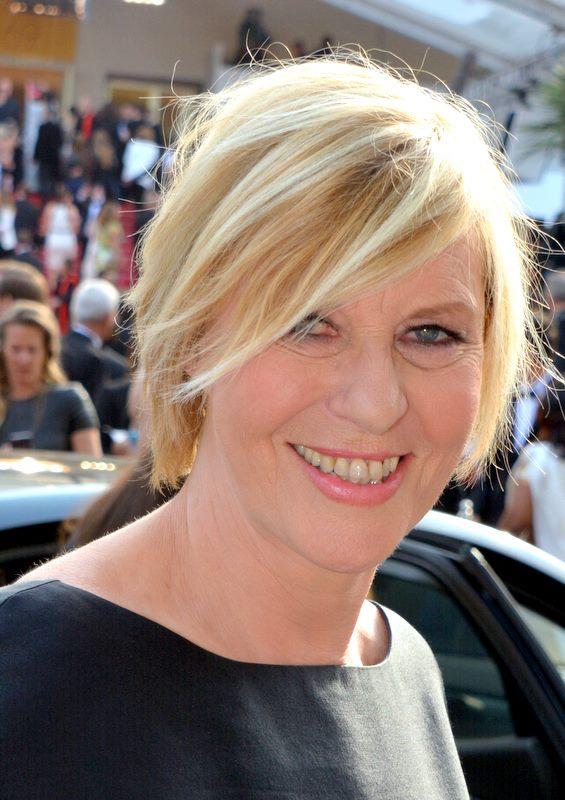
Chantal Ladesou
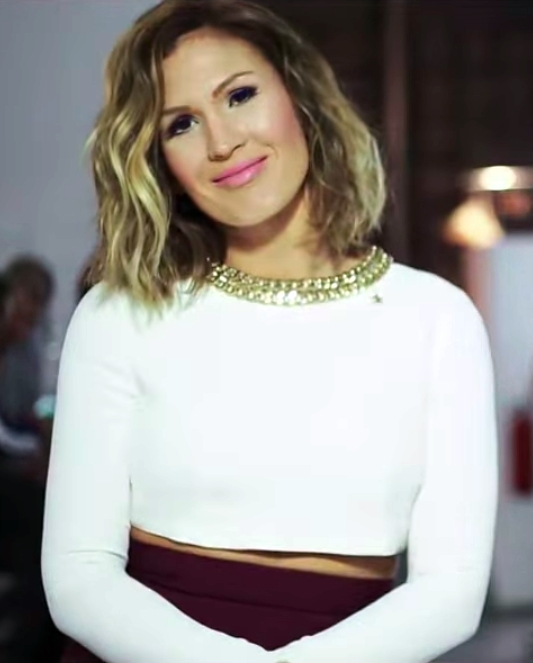
Vitaa
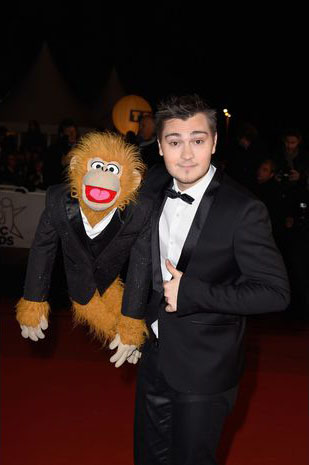
Jeff Panacloc
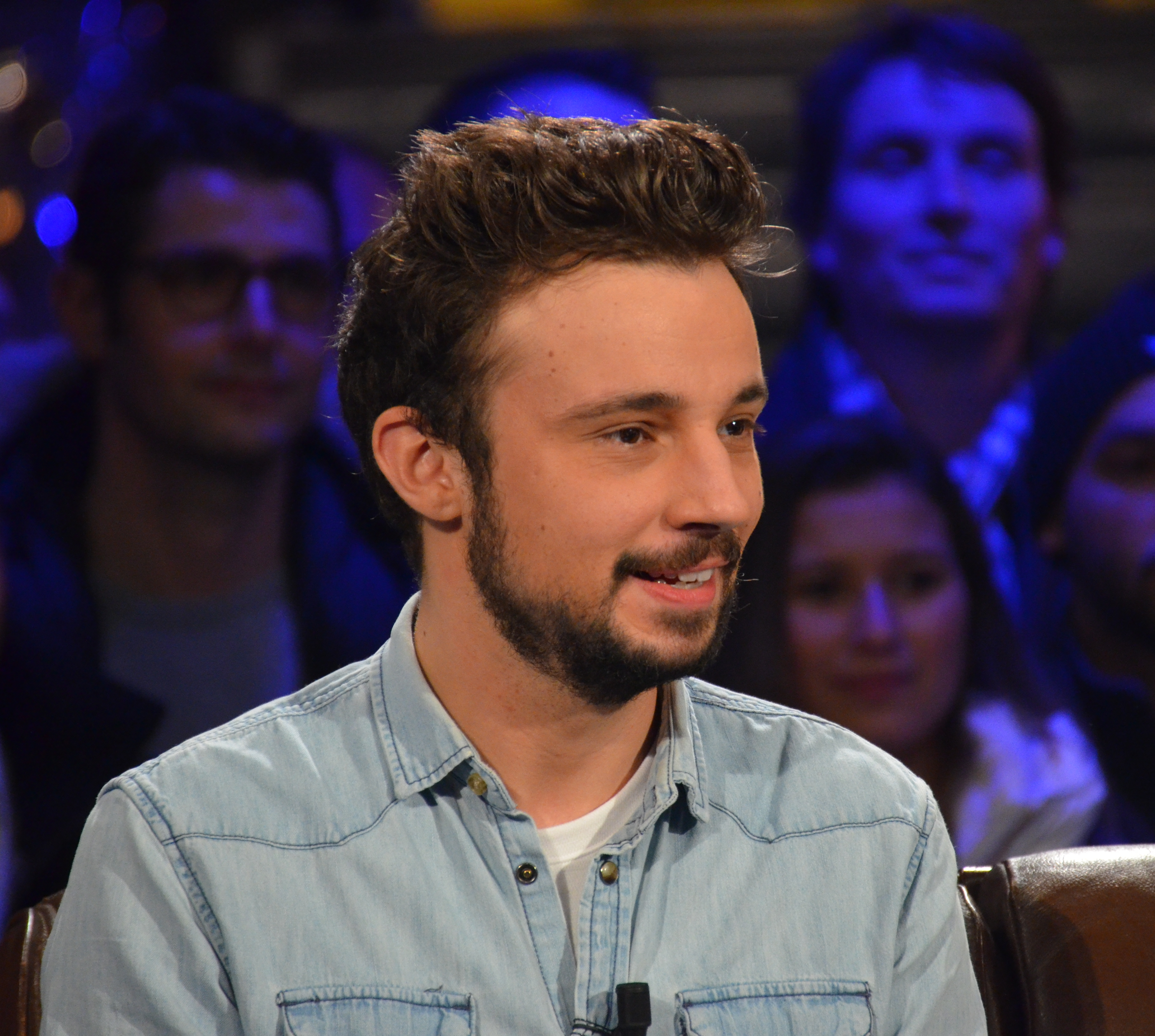
Tom Villa
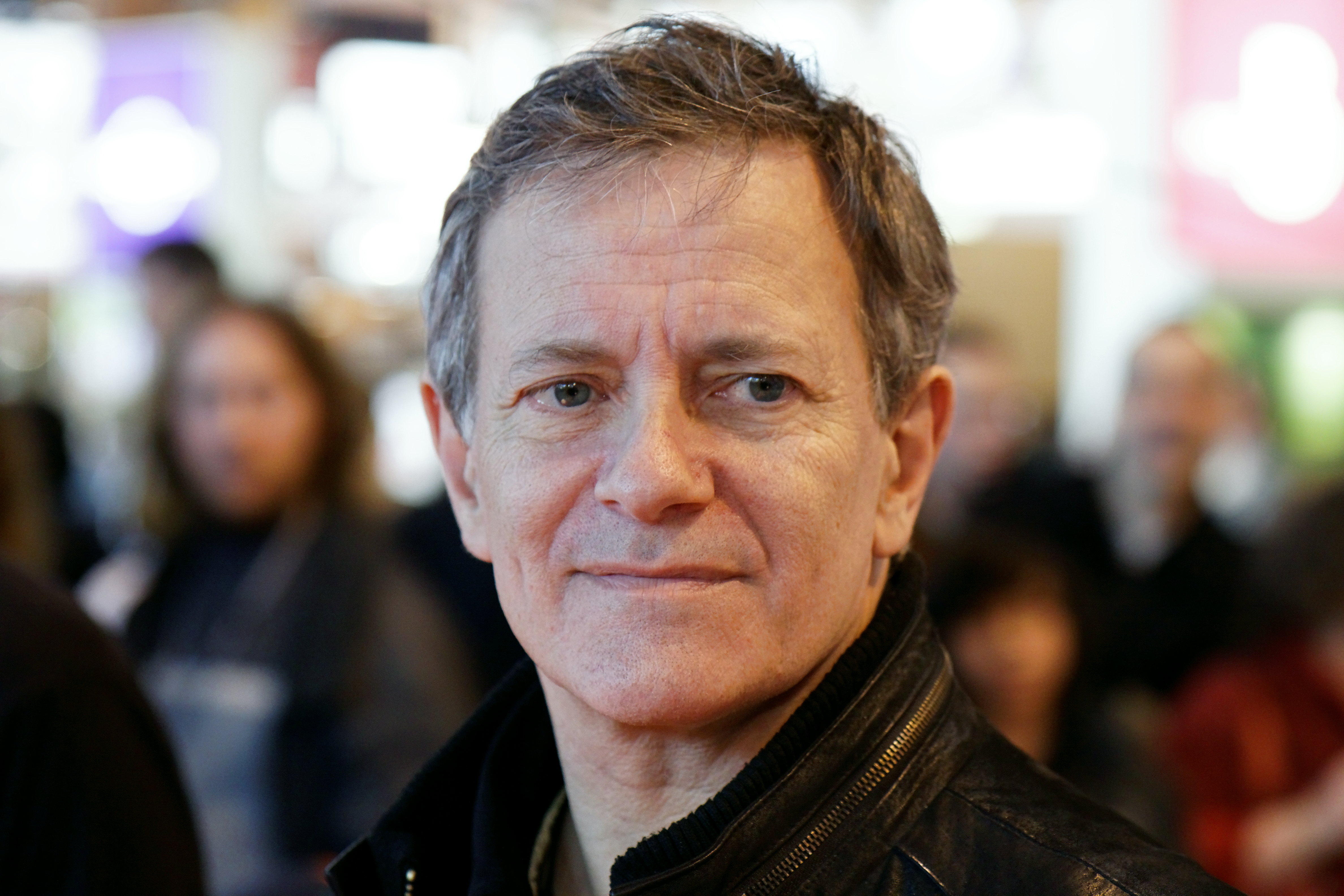
Francis Huster

### Participants
| Personnalité           | Personnalité         | Âge    | Occupation                                         | Costume       | Statut                        | Classement |
| ---------------------- | -------------------- | ------ | -------------------------------------------------- | ------------- | ----------------------------- | ---------- |
| Amaury Vassili         | Amaury Vassili       | 33 ans | Chanteur et ténor                                  | Tortue        | Démasqués lors du 8e épisode  | 1er        |
| Keen'V                 | Keen'V               | 39 ans | Auteur-compositeur-interprète                      | Éléphant      | Démasqués lors du 8e épisode  | 2e         |
| Illustration manquante | Estelle Mossely      | 30 ans | Boxeuse professionnelle                            | Mariée        | Démasqués lors du 8e épisode  | 3e         |
| Alizée                 | Alizée               | 38 ans | Chanteuse et danseuse                              | Singe         | Démasquée lors du 7e épisode  | 4e         |
| Christophe Beaugrand   | Christophe Beaugrand | 45 ans | Journaliste et animateur de radio et de télévision | Ours          | Démasqué lors du 6e épisode   | 5e         |
| Illustration manquante | Laurent Maistret     | 40 ans | Personnalité de la télévision et mannequin         | Chevalier     | Démasqué lors du 5e épisode   |            |
| Francis Huster         | Francis Huster       | 74 ans | Acteur et metteur en scène                         | Pharaon       | Démasqués lors du 4e épisode  |            |
| Christelle Chollet     | Christelle Chollet   | 49 ans | Comédienne, chanteuse et humoriste                 | Dalmatien     | Démasqués lors du 4e épisode  |            |
| Laëtitia Milot         | Laëtitia Milot       | 42 ans | Comédienne et écrivaine                            | Souris        | Démasquée lors du 3e épisode  |            |
| Illustration manquante | Yoann Riou           | 44 ans | Journaliste sportif et animateur                   | Génie         | Démasqués lors du 2e épisode  |            |
| Marion Bartoli         | Marion Bartoli       | 37 ans | Championne de tennis                               | Koala         | Démasqués lors du 2e épisode  |            |
| Frédéric Diefenthal    | Frédéric Diefenthal  | 54 ans | Comédien                                           | Pain d'épices | Démasqués lors du 1er épisode |            |
| Marianne James         | Marianne James       | 60 ans | Auteure-compositrice-interprète                    | Bébé          | Démasqués lors du 1er épisode |            |

| Personnalité     | Personnalité     | Âge    | Occupation           | Costume | Statut                       |
| ---------------- | ---------------- | ------ | -------------------- | ------- | ---------------------------- |
| Tori Spelling    | Tori Spelling    | 49 ans | Actrice et écrivaine | Chat    | Démasquée lors du 6e épisode |
| David Hasselhoff | David Hasselhoff | 70 ans | Acteur et chanteur   | Cobra   | Démasqué lors du 3e épisode  |

## Bilan par épisode
| Amaury Vassili       | Tortue        |  |                       |                       |                       |                       |                       |                       |                       |                       |                       |                       |                       |                       |                       |                       |                       |                       |                       |                       |                       |                       |                       |                       |                       |                       |                       |                       |                       |                       |                       |                       |                       |                       |                       |                       |                       |                       |
| Keen'V               | Éléphant      |  |                       |                       |                       |                       |                       |                       |                       |                       |                       |                       |                       |                       |                       |                       |                       |                       |                       |                       |                       |                       |                       |                       |                       |                       |                       |                       |                       |                       |                       |                       |                       |                       |                       |                       |                       |                       |
| Estelle Mossely      | Mariée        |  |                       |                       |                       |                       |                       |                       |                       |                       |                       |                       |                       |                       |                       |                       |                       |                       | Démasquée (Épisode 8) | Démasquée (Épisode 8) | Démasquée (Épisode 8) |                       |                       |                       |                       |                       |                       |                       |                       |                       |                       |                       |                       |                       |                       |                       |                       |                       |
| Alizée               | Singe         |  |                       |                       |                       |                       |                       |                       |                       |                       |                       |                       |                       |                       |                       |                       |                       | Démasquée (Épisode 7) | Démasquée (Épisode 7) | Démasquée (Épisode 7) | Démasquée (Épisode 7) | Démasquée (Épisode 7) | Démasquée (Épisode 7) | Démasquée (Épisode 7) | Démasquée (Épisode 7) | Démasquée (Épisode 7) | Démasquée (Épisode 7) | Démasquée (Épisode 7) | Démasquée (Épisode 7) | Démasquée (Épisode 7) | Démasquée (Épisode 7) | Démasquée (Épisode 7) | Démasquée (Épisode 7) | Démasquée (Épisode 7) | Démasquée (Épisode 7) | Démasquée (Épisode 7) | Démasquée (Épisode 7) | Démasquée (Épisode 7) |
| Christophe Beaugrand | Ours          |  |                       |                       |                       |                       |                       |                       |                       |                       |                       |                       |                       |                       |                       | Démasqué (Épisode 6)  | Démasqué (Épisode 6)  | Démasqué (Épisode 6)  | Démasqué (Épisode 6)  | Démasqué (Épisode 6)  | Démasqué (Épisode 6)  | Démasqué (Épisode 6)  | Démasqué (Épisode 6)  | Démasqué (Épisode 6)  | Démasqué (Épisode 6)  | Démasqué (Épisode 6)  | Démasqué (Épisode 6)  | Démasqué (Épisode 6)  | Démasqué (Épisode 6)  | Démasqué (Épisode 6)  | Démasqué (Épisode 6)  | Démasqué (Épisode 6)  | Démasqué (Épisode 6)  | Démasqué (Épisode 6)  | Démasqué (Épisode 6)  | Démasqué (Épisode 6)  |                       |                       |
| Laurent Maistret     | Chevalier     |  |                       |                       |                       |                       |                       |                       |                       |                       |                       |                       |                       | Démasqué (Épisode 5)  | Démasqué (Épisode 5)  | Démasqué (Épisode 5)  | Démasqué (Épisode 5)  | Démasqué (Épisode 5)  | Démasqué (Épisode 5)  | Démasqué (Épisode 5)  | Démasqué (Épisode 5)  | Démasqué (Épisode 5)  | Démasqué (Épisode 5)  | Démasqué (Épisode 5)  | Démasqué (Épisode 5)  | Démasqué (Épisode 5)  | Démasqué (Épisode 5)  | Démasqué (Épisode 5)  | Démasqué (Épisode 5)  | Démasqué (Épisode 5)  | Démasqué (Épisode 5)  | Démasqué (Épisode 5)  | Démasqué (Épisode 5)  | Démasqué (Épisode 5)  |                       |                       |                       |                       |
| Francis Huster       | Pharaon       |  |                       |                       |                       |                       |                       |                       |                       |                       |                       | Démasqué (Épisode 4)  | Démasqué (Épisode 4)  | Démasqué (Épisode 4)  | Démasqué (Épisode 4)  | Démasqué (Épisode 4)  | Démasqué (Épisode 4)  | Démasqué (Épisode 4)  | Démasqué (Épisode 4)  | Démasqué (Épisode 4)  | Démasqué (Épisode 4)  | Démasqué (Épisode 4)  | Démasqué (Épisode 4)  | Démasqué (Épisode 4)  | Démasqué (Épisode 4)  | Démasqué (Épisode 4)  | Démasqué (Épisode 4)  | Démasqué (Épisode 4)  | Démasqué (Épisode 4)  | Démasqué (Épisode 4)  | Démasqué (Épisode 4)  | Démasqué (Épisode 4)  |                       |                       |                       |                       |                       |                       |
| Christelle Chollet   | Dalmatien     |  |                       |                       |                       |                       |                       |                       |                       | Démasquée (Épisode 4) | Démasquée (Épisode 4) | Démasquée (Épisode 4) | Démasquée (Épisode 4) | Démasquée (Épisode 4) | Démasquée (Épisode 4) | Démasquée (Épisode 4) | Démasquée (Épisode 4) | Démasquée (Épisode 4) | Démasquée (Épisode 4) | Démasquée (Épisode 4) | Démasquée (Épisode 4) | Démasquée (Épisode 4) | Démasquée (Épisode 4) | Démasquée (Épisode 4) | Démasquée (Épisode 4) | Démasquée (Épisode 4) | Démasquée (Épisode 4) | Démasquée (Épisode 4) | Démasquée (Épisode 4) | Démasquée (Épisode 4) |                       |                       |                       |                       |                       |                       |                       |                       |
| Laëtitia Milot       | Souris        |  |                       |                       |                       |                       |                       | Démasquée (Épisode 3) | Démasquée (Épisode 3) | Démasquée (Épisode 3) | Démasquée (Épisode 3) | Démasquée (Épisode 3) | Démasquée (Épisode 3) | Démasquée (Épisode 3) | Démasquée (Épisode 3) | Démasquée (Épisode 3) | Démasquée (Épisode 3) | Démasquée (Épisode 3) | Démasquée (Épisode 3) | Démasquée (Épisode 3) | Démasquée (Épisode 3) | Démasquée (Épisode 3) | Démasquée (Épisode 3) | Démasquée (Épisode 3) | Démasquée (Épisode 3) | Démasquée (Épisode 3) | Démasquée (Épisode 3) | Démasquée (Épisode 3) |                       |                       |                       |                       |                       |                       |                       |                       |                       |                       |
| Yoann Riou           | Génie         |  |                       |                       |                       | Démasqué (Épisode 2)  | Démasqué (Épisode 2)  | Démasqué (Épisode 2)  | Démasqué (Épisode 2)  | Démasqué (Épisode 2)  | Démasqué (Épisode 2)  | Démasqué (Épisode 2)  | Démasqué (Épisode 2)  | Démasqué (Épisode 2)  | Démasqué (Épisode 2)  | Démasqué (Épisode 2)  | Démasqué (Épisode 2)  | Démasqué (Épisode 2)  | Démasqué (Épisode 2)  | Démasqué (Épisode 2)  | Démasqué (Épisode 2)  | Démasqué (Épisode 2)  | Démasqué (Épisode 2)  | Démasqué (Épisode 2)  | Démasqué (Épisode 2)  | Démasqué (Épisode 2)  |                       |                       |                       |                       |                       |                       |                       |                       |                       |                       |                       |                       |
| Marion Bartoli       | Koala         |  |                       |                       | Démasquée (Épisode 2) | Démasquée (Épisode 2) | Démasquée (Épisode 2) | Démasquée (Épisode 2) | Démasquée (Épisode 2) | Démasquée (Épisode 2) | Démasquée (Épisode 2) | Démasquée (Épisode 2) | Démasquée (Épisode 2) | Démasquée (Épisode 2) | Démasquée (Épisode 2) | Démasquée (Épisode 2) | Démasquée (Épisode 2) | Démasquée (Épisode 2) | Démasquée (Épisode 2) | Démasquée (Épisode 2) | Démasquée (Épisode 2) | Démasquée (Épisode 2) | Démasquée (Épisode 2) | Démasquée (Épisode 2) | Démasquée (Épisode 2) |                       |                       |                       |                       |                       |                       |                       |                       |                       |                       |                       |                       |                       |
| Frédéric Diefenthal  | Pain d'épices |  |                       | Démasqué (Épisode 1)  | Démasqué (Épisode 1)  | Démasqué (Épisode 1)  | Démasqué (Épisode 1)  | Démasqué (Épisode 1)  | Démasqué (Épisode 1)  | Démasqué (Épisode 1)  | Démasqué (Épisode 1)  | Démasqué (Épisode 1)  | Démasqué (Épisode 1)  | Démasqué (Épisode 1)  | Démasqué (Épisode 1)  | Démasqué (Épisode 1)  | Démasqué (Épisode 1)  | Démasqué (Épisode 1)  | Démasqué (Épisode 1)  | Démasqué (Épisode 1)  | Démasqué (Épisode 1)  | Démasqué (Épisode 1)  | Démasqué (Épisode 1)  |                       |                       |                       |                       |                       |                       |                       |                       |                       |                       |                       |                       |                       |                       |                       |
| Marianne James       | Bébé          |  | Démasquée (Épisode 1) | Démasquée (Épisode 1) | Démasquée (Épisode 1) | Démasquée (Épisode 1) | Démasquée (Épisode 1) | Démasquée (Épisode 1) | Démasquée (Épisode 1) | Démasquée (Épisode 1) | Démasquée (Épisode 1) | Démasquée (Épisode 1) | Démasquée (Épisode 1) | Démasquée (Épisode 1) | Démasquée (Épisode 1) | Démasquée (Épisode 1) | Démasquée (Épisode 1) | Démasquée (Épisode 1) | Démasquée (Épisode 1) | Démasquée (Épisode 1) | Démasquée (Épisode 1) |                       |                       |                       |                       |                       |                       |                       |                       |                       |                       |                       |                       |                       |                       |                       |                       |                       |

Légende
- Candidat ne participant pas à l'épisode.
- Candidat ne participant pas à l'épreuve.
- Candidat vainqueur du duel, et donc qualifié pour l'étape ou l'épisode suivant.
- Candidat ayant échoué à son duel, et donc envoyé en ballottage.
- Candidat sauvé lors du ballottage, et donc maintenu en lice pour l'étape ou l'épisode suivant.
- Candidat éliminé de la compétition, et démasqué.
- Vainqueur de la compétition.
- Candidat terminant deuxième de la compétition.
- Candidat terminant troisième de la compétition.

## Bilan pour l’oreille d’or
| Candidats   | Candidats     | Enquêteurs                                    | Enquêteurs                                    | Enquêteurs                                    | Enquêteurs                                    |
| Candidats   | Candidats     | Kev Adams                                     | Vitaa                                         | Chantal Ladesou                               | Jeff Panacloc                                 |
| ----------- | ------------- | --------------------------------------------- | --------------------------------------------- | --------------------------------------------- | --------------------------------------------- |
| 1er épisode | Bébé          | Aucune des enquêteurs n’a trouvé son identité | Aucune des enquêteurs n’a trouvé son identité | Aucune des enquêteurs n’a trouvé son identité | Aucune des enquêteurs n’a trouvé son identité |
| 1er épisode | Pain d'épices |                                               |                                               |                                               | L’enquêteur(s) à trouvé son identité          |
| 2e épisode  | Koala         | Aucune des enquêteurs n’a trouvé son identité | Aucune des enquêteurs n’a trouvé son identité | Aucune des enquêteurs n’a trouvé son identité | Aucune des enquêteurs n’a trouvé son identité |
| 2e épisode  | Génie         |                                               |                                               |                                               | L’enquêteur(s) à trouvé son identité          |
| 3e épisode  | Souris        | Aucune des enquêteurs n’a trouvé son identité | Aucune des enquêteurs n’a trouvé son identité | Aucune des enquêteurs n’a trouvé son identité | Aucune des enquêteurs n’a trouvé son identité |
| 4e épisode  | Dalmatien     |                                               |                                               |                                               | L’enquêteur(s) à trouvé son identité          |
| 4e épisode  | Pharaon       | L’enquêteur(s) à trouvé son identité          |                                               | L’enquêteur(s) à trouvé son identité          | L’enquêteur(s) à trouvé son identité          |
| 5e épisode  | Chevalier     | Aucune des enquêteurs n’a trouvé son identité | Aucune des enquêteurs n’a trouvé son identité | Aucune des enquêteurs n’a trouvé son identité | Aucune des enquêteurs n’a trouvé son identité |
| 6e épisode  | Ours          | Aucune des enquêteurs n’a trouvé son identité | Aucune des enquêteurs n’a trouvé son identité | Aucune des enquêteurs n’a trouvé son identité | Aucune des enquêteurs n’a trouvé son identité |
| 7e épisode  | Singe         | L’enquêteur(s) à trouvé son identité          | L’enquêteur(s) à trouvé son identité          | L’enquêteur(s) à trouvé son identité          | L’enquêteur(s) à trouvé son identité          |
| 8e épisode  | Mariée        | Aucune des enquêteurs n’a trouvé son identité | Aucune des enquêteurs n’a trouvé son identité | Aucune des enquêteurs n’a trouvé son identité | Aucune des enquêteurs n’a trouvé son identité |
| 8e épisode  | Éléphant      | L’enquêteur(s) à trouvé son identité          | L’enquêteur(s) à trouvé son identité          |                                               |                                               |
| 8e épisode  | Tortue        | Aucune des enquêteurs n’a trouvé son identité | Aucune des enquêteurs n’a trouvé son identité | Aucune des enquêteurs n’a trouvé son identité | Aucune des enquêteurs n’a trouvé son identité |
| Total :     | Total :       | 3                                             | 2                                             | 2                                             | 5                                             |
|             |               |                                               |                                               |                                               |                                               |
| vainqueur : | vainqueur :   | Jeff Panacloc                                 | Jeff Panacloc                                 | Jeff Panacloc                                 | Jeff Panacloc                                 |

## Résumés détaillés

### 1erépisode, le23 août 2022
Dans ce premier épisode, six personnalités s'affrontent. Avant de passer aux votes, chaque candidat dévoile des indices rangés dans des casiers et chante une deuxième fois.
Un premier truel voit s'affronter le dalmatien, le bébé et la souris. À l'issue de ce dernier, le dalmatien et la souris sont qualifiés, tandis que le bébé est le premier éliminé, et révèle la comédienne Marianne James sous le masque,.
Ensuite, un deuxième truel voit s'affronter le pain d'épices, le pharaon et l'éléphant. À l'issue de ce dernier, le pharaon et l'éléphant sont qualifiés, tandis que le pain d'épices est le deuxième éliminé, et révèle le comédien Frédéric Diefenthal sous le masque,. Il a été correctement identifié par Jeff Panacloc, qui remporte ainsi son premier point pour l'oreille d'or.

### 2eépisode, le30 août 2022
Dans ce deuxième épisode, les six personnalités n'ayant pas pris part au premier épisode s'affrontent. Avant de passer aux votes, chaque candidat dévoile des indices rangés dans des casiers et chante une deuxième fois.
Un premier truel voit s'affronter la mariée, la tortue et le koala. À l'issue de ce dernier, la mariée et la tortue sont qualifiées, tandis que le koala est le premier éliminé, et révèle la championne de tennis Marion Bartoli sous le masque,.
Ensuite, un deuxième truel voit s'affronter le génie, le singe et le chevalier. À l'issue de ce dernier, le singe et le chevalier sont qualifiés, tandis que le génie est le deuxième éliminé, et révèle le journaliste sportif et animateur Yoann Riou sous le masque,. Il a été correctement identifié par Jeff Panacloc, qui remporte son deuxième point pour l'oreille d’or.

### 3eépisode, le6 septembre 2022
Une « star internationale » participe à cette troisième soirée, sous le costume du cobra. Après avoir interprété My Way de Frank Sinatra, le cobra est invité à enlever son masque, révélant l'acteur et chanteur américain David Hasselhoff, connu principalement pour ses rôles du Dr William « Snapper » Foster Jr. dans la série Les Feux de l'amour, celui de Mitch Buchannon dans la série Alerte à Malibu et Un privé à Malibu et celui de Michael Knight dans la série K 2000,.
L'éléphant, le pharaon, le dalmatien et la souris sont en ballottage. À l'issue d'un deuxième vote, la souris est éliminée et doit se démasquer : c'est la comédienne et écrivaine Laëtitia Milot que le public découvre sous ce masque,.

### 4eépisode, le13 septembre 2022
Pour ce quatrième épisode, les 7 candidats encore en lice s'affrontent ; le 13e personnage de l’ours fait son entrée pour essayer d’intégrer la compétition depuis les ballottages.
La première salve voit s'affronter le chevalier et le singe, puis le dalmatien et l'éléphant. À l'issue de cette dernière, le chevalier et le dalmatien sont en ballottages et l’ours fait sa prestation pour être sauvé du premier ballottage, c’est le dalmatien qui est éliminé ; c'est Christelle Chollet dans le costume,. Correctement identifiée une nouvelle fois par Jeff Panacloc qui en est à son troisième point pour l'oreille d'or.
En plein milieu de l’émission, l’espion fait son entrée pour entendre les pronostics des enquêteurs sur son identité. Sous le costume se trouvait Tom Villa, qui par la suite rejoint le banc des enquêteurs,.
La suite de la compétition continue avec la seconde salve, voyant s'affronter la mariée, la tortue et le pharaon. À l'issue des prestations, le pharaon est en ballottage avec l’ours. Finalement, l'ours réussit son deuxième tour et peut donc rejoindre la compétition alors que le pharaon est éliminé et doit enlever son masque. C'est Francis Huster, correctement identifié par Kev Adams et Chantal Ladesou qui gagnent leur premier point, même Jeff Panacloc l'avait correctement identifié, ce qui lui a permis d’obtenir son quatrième point,.

### 5eépisode, le20 septembre 2022
Pour ce cinquième épisode, les six candidats encore en lice ouvrent l'émission en chantant Quand la musique est bonne de Jean-Jacques Goldman. Michel, le mari de Chantal Ladesou est venu lui faire une surprise caché sous un costume de cône de chantier.
Afin d'aider les quatre enquêteurs, un invité déguisé en viking dévoile des indice sur lui puis interprète la chanson Let's Twist Again, de Chubby Checker. Sous le costume se trouvait à nouveau Francis Huster qui va être l’enquêteur de la soirée.
Les candidats chantent en duo entre eux pour se qualifier ou finir en ballottage.
Le duo du chevalier et de la mariée est en ballotage. À l'issue du choix de Francis Huster à cause d’une égalité entre les deux personnages, le chevalier est éliminé et doit se démasquer : c'est Laurent Maistret qui était sous ce costume.

### 6eépisode, le 27 septembre 2022, les quarts de finale
Une deuxième vedette internationale participe à cette sixième soirée, sous le costume du chat. Après avoir interprété Price Tag de Jessie J, le chat est invité à enlever son masque. Sous ce costume se cachait Tori Spelling, actrice et écrivaine américaine, connu principalement pour ses rôles de Donna Martin dans la série Beverly Hills 90210 ou encore Melrose Place.
L'ours et le singe sont en ballottage. À l'issue du vote, l'ours est éliminé et doit se démasquer : c'est le journaliste et animateur de radio et de télévision Christophe Beaugrand que le public découvre sous ce masque.

### 7eépisode, le 4 octobre 2022, la demi-finale
Pour la demi-finale, les quatre candidats encore en lice s'affrontent pour se qualifier en finale et devront dire un mot choisi par les enquêteurs avec leurs vraies voix.
Pour aider les enquêteurs, une invitée déguisée en tigresse dévoile des indices sur elle puis interprète la chanson La Boîte de jazz, de Michel Jonasz. Sous le masque se trouvait Inès Reg .
L’éléphant et le singe sont en ballotage. À l'issue d'un deuxième vote, le singe est éliminé et doit se démasquer : c'est Alizée qui se trouvait dans le costume du singe ; correctement identifié par les quatre enquêteurs où Vitaa gagne son premier point, Kev Adams et Chantal Ladesou gagnent leur deuxième point alors que Jeff Panacloc en est à son cinquième .

### 8eépisode, le 11 octobre 2022, la finale
Les trois finalistes sont l’éléphant, la mariée et la tortue. Pour la première partie de l'émission, chacun chante en duo avec un candidat de la saison 3, respectivement avec la banane (Valérie Bègue), le cerf (Laurent Ournac) et le papillon (Denitsa Ikonomova). À l'issue du premier duel, la mariée est éliminée et donc démasquée : c'est Estelle Mossely ; elle termine ainsi troisième de la compétition.
Les deux candidats encore en lice chantent une dernière chanson, puis le panel vote pour désigner le vainqueur. La tortue remporte le concours. L’éléphant termine deuxième, il se révèle bien être Keen'V, correctement identifié par Vitaa qui gagne son deuxième point et par Kev Adams qui obtient un troisième point.
Sous le costume de la tortue se cachait Amaury Vassili qui remporte la compétition et le trophée de Mask Singer, tandis que Jeff Panacloc remporte le trophée de l’oreille d’or contre les autres enquêteurs.

## Audiences et diffusion

### Mask Singer
En France, l'émission est diffusée les mardis, depuis le 23 août 2022. Un épisode dure environ 2 h 10 (publicités incluses), soit une diffusion de 21 h 10 à 23 h 20.
| Épisode            | Date de diffusion  | Horaire de diffusion | Audience moyenne          | Audience moyenne | Audience moyenne | Classement des audiences | Réf.   |
| Épisode            | Date de diffusion  | Horaire de diffusion | Nombre de téléspectateurs | Part de marché   | Part de marché   | Classement des audiences | Réf.   |
| Épisode            | Date de diffusion  | Horaire de diffusion | Nombre de téléspectateurs | (4 ans et plus)  | (FRDA-50)        | Classement des audiences | Réf.   |
| ------------------ | ------------------ | -------------------- | ------------------------- | ---------------- | ---------------- | ------------------------ | ------ |
| 1                  | 23 août 2022       | 21 h 10-22 h 15      | 3 120 000                 | 17,1 %           | 27,1 %           | 2e                       | [ 30 ] |
| 1                  | 23 août 2022       | 22 h 15-23 h 20      | 2 900 000                 | 25,1 %           | 38,8 %           | 1er                      | [ 30 ] |
| 2                  | 30 août 2022       | 21 h 10-22 h 20      | 3 270 000                 | 16,7 %           | 32 %             | 1er                      | [ 31 ] |
| 2                  | 30 août 2022       | 22 h 20-23 h 30      | 3 030 000                 | 23 %             | 40,7 %           | 1er                      | [ 31 ] |
| 3                  | 6 septembre 2022   | 21 h 10-22 h 20      | 2 770 000                 | 13,4 %           | 26,3 %           | 2e                       | [ 32 ] |
| 3                  | 6 septembre 2022   | 22 h 20-23 h 30      | 2 340 000                 | 18,5 %           | 35 %             | 1er                      | [ 32 ] |
| 4                  | 13 septembre 2022  | 21 h 10-22 h 15      | 2 890 000                 | 14 %             | 26 %             | 2e                       | [ 33 ] |
| 4                  | 13 septembre 2022  | 22 h 15-23 h 20      | 2 330 000                 | 19 %             | NC               | 1er                      | [ 33 ] |
| 5                  | 20 septembre 2022  | 21 h 10-22 h 20      | 2 720 000                 | 13,6 %           | 26,9 %           | 2e                       | [ 34 ] |
| 5                  | 20 septembre 2022  | 22 h 20-23 h 30      | 2 420 000                 | 17 %             | 26,9 %           | 1er                      | [ 34 ] |
| 6                  | 27 septembre 2022  | 21 h 10-22 h 20      | 2 790 000                 | 13,6 %           | 28,3 %           | 2e                       | [ 35 ] |
| 6                  | 27 septembre 2022  | 22 h 20-23 h 30      | 2 470 000                 | 16,3 %           | 28,3 %           | 2e                       | [ 35 ] |
| 7                  | 4 octobre 2022     | 21 h 10-22 h 25      | 2 920 000                 | 14,3 %           | 29,4 %           | 2e                       | [ 36 ] |
| 7                  | 4 octobre 2022     | 22 h 25-23 h 30      | 2 460 000                 | 17,6 %           | 29,4 %           | 2e                       | [ 36 ] |
| 8                  | 11 octobre 2022    | 21 h 10-22 h 25      | 2 870 000                 | 13,5 %           | 26,4 %           | 2e                       | [ 37 ] |
| 8                  | 11 octobre 2022    | 22 h 25-23 h 30      | 2 700 000                 | 17,3 %           | 26,4 %           | 2e                       | [ 37 ] |
|                    |                    |                      |                           |                  |                  |                          |        |
| Bilan de la saison | Bilan de la saison | Bilan de la saison   | 2 900 000                 | 16 %             | 30 %             | NC                       | [ 38 ] |

Légende :
- Plus hauts scores d'audiences
- Plus bas scores d'audiences

### Mask Singer, l'enquête continue
En France, chaque épisode est suivi de Mask Singer, l'enquête continue, émission qui dure environ 1 h (publicités incluses), soit une diffusion de 23 h 20 à 0 h 20.
| Épisode | Date de diffusion | Nombre de téléspectateurs | Part de marché (sur les 4 ans et plus) | Classement des audiences | Références |
| ------- | ----------------- | ------------------------- | -------------------------------------- | ------------------------ | ---------- |
| 1       | 23 août 2022      | 765 000                   | 16,8 %                                 | 1er                      | [ 39 ]     |
| 2       | 30 août 2022      | 790 000                   | 14,8 %                                 | 1er                      | [ 40 ]     |
| 3       | 6 septembre 2022  | 743 000                   | 14,8 %                                 | 1er                      | [ 40 ]     |
| 4       | 13 septembre 2022 | 716 000                   | 15,9 %                                 | 1er                      | [ 41 ]     |
| 5       | 20 septembre 2022 | 818 000                   | 13,4 %                                 | 1er                      | [ 42 ]     |
| 6       | 27 septembre 2022 | 871 000                   | 13,6 %                                 | 1er                      | [ 42 ]     |
| 7       | 4 octobre 2022    | 827 000                   | 12,7 %                                 | 1er                      | [ 43 ]     |

Légende :
- Plus hauts scores d'audiences
- Plus bas scores d'audiences